# Amateur Hour
«Amateur Hour» es una canción del grupo estadounidense Sparks. Fue lanzada como segundo sencillo del álbum de 1974 Kimono My House.
Esta canción fue regrabada en 1997, junto al dúo Erasure para el álbum Plagiarism, con un sonido electrónico synth pop.

## Lista de temas
1. «Amateur Hour» — 3:37
2. «Lost and Found» — 3:21

## Personal
- Russell Mael - voz
- Ron Mael - teclados
- Martin Gordon - bajo
- Adrian Fisher - guitarra
- Norman "Dinky" Diamond - batería

## Posicionamiento
| Listas               | Máxima posición |
| -------------------- | --------------- |
| U.K. Singles Chart   | 7               |
| German Singles Chart | 12              |
| Irish Singles Chart  | 19              |